# Villars-les-Dombes
Villars-les-Dombes is een gemeente in het Franse departement Ain (regio Auvergne-Rhône-Alpes). De plaats maakt deel uit van het arrondissement Bourg-en-Bresse. Villars-les-Dombes telde op 1 januari 2022 5.059 inwoners.
In de gemeente ligt het Parc des Oiseaux, een natuurgebied van 35 hectare dat werd opgericht in 1970. Het gebied heeft een grote soortenrijkdom aan watervogels.

## Geschiedenis
De plaats bestond al in de 8e eeuw maar de naam Villars werd voor het eerst in een geschreven bron genoemd in 1030. Hierin wordt het mottekasteel van de heren van Villars genoemd. Villars groeide rond de kerk en werd in de 13e eeuw een ommuurde stad. De stadsmuur telde twee poorten: de Porte de Châtillon en de Porte de Lyon. Humbert VII van Thoire-Villars verkocht de heerlijkheid in 1402 aan Amadeus VII van Savoye. Hij verhief Villars achtereenvolgens tot baronie, graafschap en markiezaat. Villars had een onafhankelijke status met een eigen rechtspraak en munt. Door het Verdrag van Lyon (1601) werd Dombes Frans maar Villars behield zijn autonomie binnen Frankrijk tot 1761.
Aan het begin van de 19e eeuw was Villars arm en ontvolkt. De gemeente leefde economisch op door de heraanleg van de route nationale (1828) en de komst van de spoorweg. Zo konden steenkool en meststoffen voor de landbouw gemakkelijker worden aangevoerd en werd transport van de landbouwproducten (groenten, vee en vis uit de lokale vijvers) mogelijk. Er kwam ook industrie in de gemeente (kaarsen, bleekwater).
In 1956 wijzigde de gemeente zijn naam van Villars in Villars-les-Dombes. In de tweede helft van de 20e eeuw kende de gemeente een sterke groei die te danken was aan haar gunstige ligging nabij Lyon en Bourg-en-Bresse en door de opkomst van het toerisme.

## Geografie
De oppervlakte van Villars-les-Dombes bedroeg op 1 januari 2022 24,65 vierkante kilometer; de bevolkingsdichtheid was toen 205,2 inwoners per km². De gemeente ligt in de landstreek Dombes en telt verschillende vijvers die typisch zijn voor deze streek. 
De onderstaande kaart toont de ligging van Villars-les-Dombes met de belangrijkste infrastructuur en aangrenzende gemeenten.

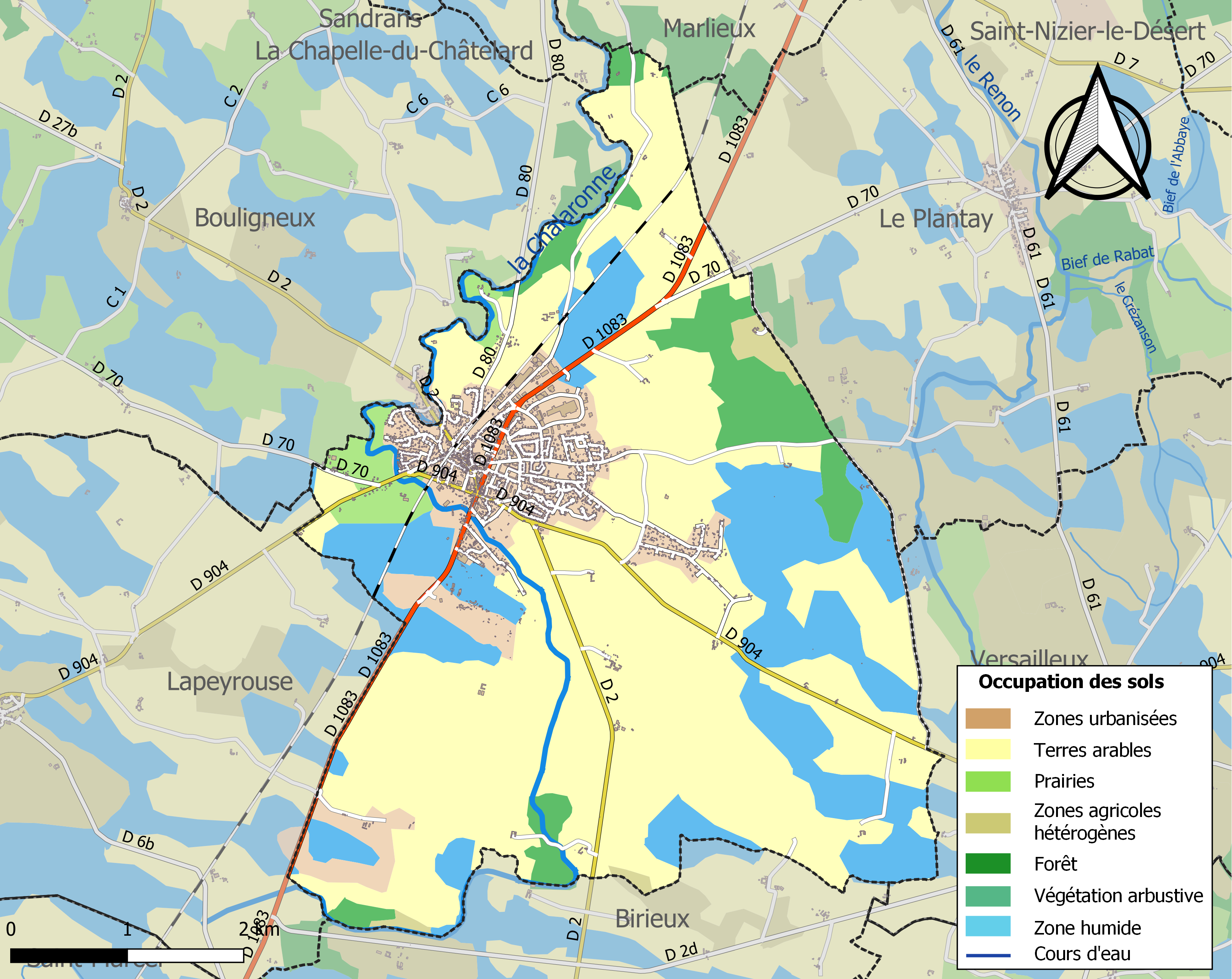

## Demografie
In 1820 telde de gemeente 513 inwoners. Na een groei in de 19e eeuw volgde een bevolkingsdaling tijdens het interbellum. In 1901 telde Villars nog 1.482 inwoners. In 1946 waren dit er 1.358. Na de oorlog volgde een sterke bevolkingsgroei. Dit zette door na 1975. De bevolking verdubbelde tussen 1975 en 2021.
Onderstaande figuur toont het verloop van het inwonertal (bron: INSEE-tellingen).
